# Serra de la Menadella
La serra de la Menadella és una alineació muntanyosa a la frontera entre el País Valencià i l'Aragó, entre les comarques dels Ports i el Maestrat aragonès. Assoleix la màxima altura al molló de la Menadella amb 1.128 metres. Es tracta d'una serra amb una alineació de sud-oest a nord-est i forma part del Sistema Ibèric inclosa en el conjunt geomorfològic dels Ports de Beseit.
La Menadella separa les conques dels rius Bergantes i Guadalop, i s'estén entre els termes de Palanques, Villores, el Forcall i la Todolella per la part valenciana; i Bordó i Castellot en l'aragonesa.
A la part alta de la serra està l'ermita de Sant Joaquim de la Menadella on es localitza una zona arqueològica i ben a prop el Mas de la Menadella, declarada Bé d'Interès Cultural.